# たたら研究会
たたら研究会（たたらけんきゅうかい）は、日本の製鉄業の歴史を総合的に研究史、資料の蒐集保存を図ることを目的として設立された団体。
事務局を広島県東広島市鏡山1-2-3広島大学文学部考古学研究室に置いている。

## 事業
- 会誌の発行、研究会・講演会・実地調査・見学会等の開催、資料の蒐集・刊行など[1]

## 会誌
- 『たたら研究』